# Pertengo
Pertengo é uma comuna italiana da região do Piemonte, província de Vercelli, com cerca de 338 habitantes. Estende-se por uma área de 8 km², tendo uma densidade populacional de 42 hab/km². Faz fronteira com Asigliano Vercellese, Costanzana, Rive, Stroppiana.

## Demografia
| Variação demográfica do município entre 1861 e 2011                               |
|                                                                                   |
| Fonte: Istituto Nazionale di Statistica (ISTAT) - Elaboração gráfica da Wikipedia |